# Per Clemensson
Per Gustaf Clemensson, född 11 februari 1936 i Johannebergs församling i Göteborg, död 8 april 2020 i Johannebergs distrikt i Göteborg, var en svensk arkivman och författare av läroböcker i släkt- och hembygdsforskning.
Clemensson studerade efter avlagd studentexamen vid Göteborgs universitet där han 1962 blev filosofie kandidat vid dess humanistiska fakultet. Han blev arkivarie vid Landsarkivet i Göteborg 1975 och förste arkivarie där 1987.
I samarbete med Kjell Andersson utgav han ett flertal läroböcker i släktforskning och närliggande ämnen. Första boken Släktforska! steg för steg (1983) utkom i åtta upplagor (den sista 2008). Duon gav också ut Hembygdsforska! Steg för steg (1990), Emigrantforska: steg för steg (1996), Släktforska vidare (2003), Finn din egen släktsaga (2004), Börja släktforska: genvägar till din släkts historia. (2009) och Börja forska kring ditt hus och din bygd (2011).
Per Clemensson var son till landsarkivarien Gustaf Clemensson och läraren Aina Mattsson. Han var från 1961 till sin död gift med Inger Löfstrand (född 1937), dotter till direktören Ragnar Löfstrand och Anna-Lisa Nilsson. Han är begravd på Östra kyrkogården i Göteborg.